# منتخب ويلز لسباعيات الرغبي
منتخب ويلز لسباعيات الرغبي هو ممثل ويلز الرسمي في المنافسات الدولية في سباعيات الرغبي .